# Salaka

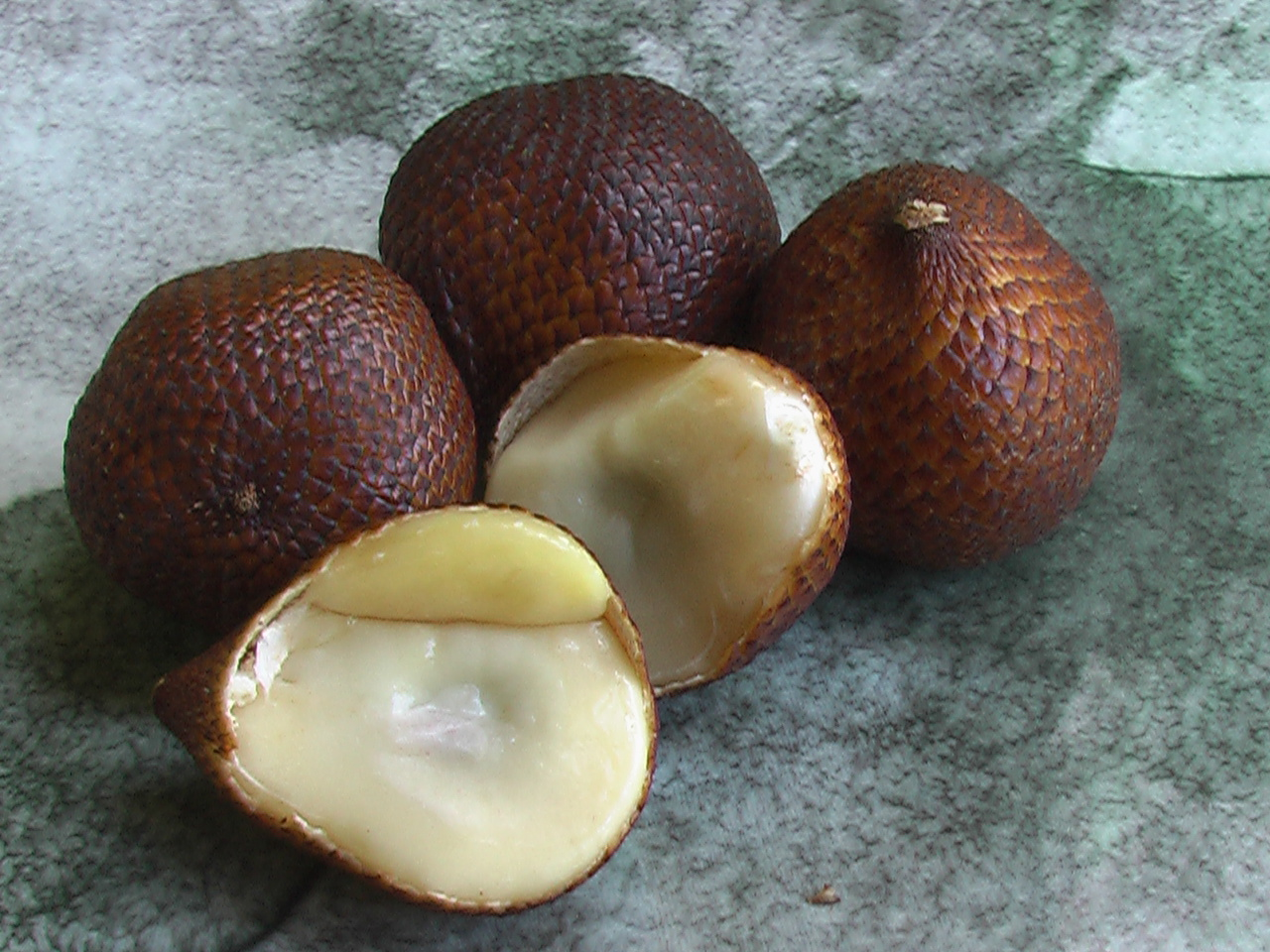
Owoce S. zalacca

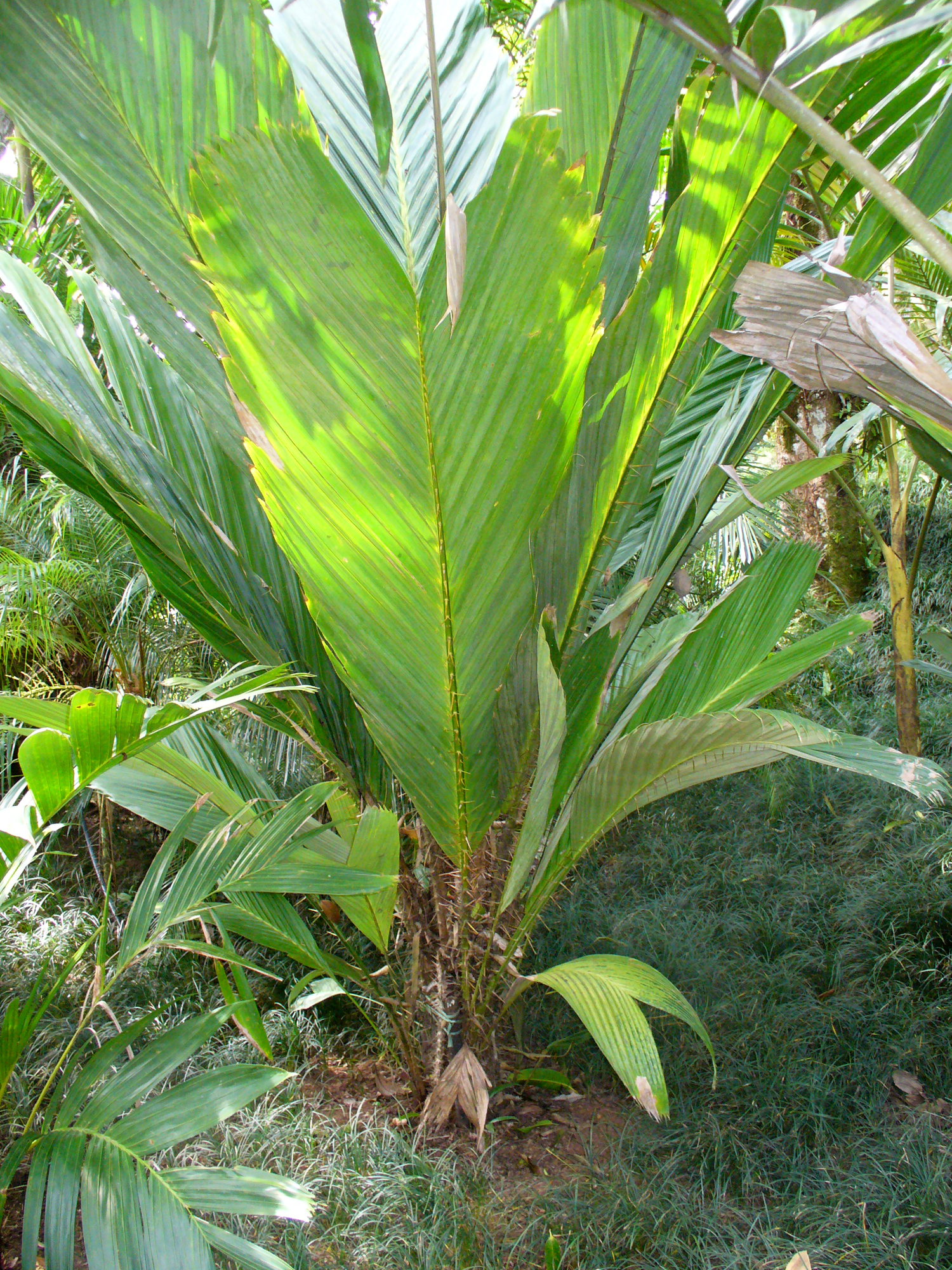
Salacca magnifica

Salaka, oszplina (Salacca Reinw.) – rodzaj roślin z rodziny arekowatych, czyli palm (Arecaceae). Obejmuje ok. 20, 21 lub 23 gatunki. Rośliny te występują w Azji Południowo-Wschodniej, od północno-wschodniej części Indii, poprzez Mjanmę, Tajlandię, Malezję po Sumatrę, Jawę, Borneo i Filipiny. Jeden gatunek (Salacca griffithii) na północy sięga do chińskiej prowincji Junnan.
Salaka jadalna zwana też oszpliną jadalną uprawiana jest dla owoców. Jadalne owoce ma także Salacca wallichiana. Mają one kremowobiały miąższ o kruchej i mało soczystej konsystencji. Smak ich jest specyficzny, przypominający kombinację jabłka, banana i ananasa. Ze względu na okrycie łuskami zwane są „owocami wężowymi” (ang. snake fruit).
Kolczaste pochwy i osadki liści oraz niewielka wysokość salaki jadalnej powodują, że roślina ta często sadzona jest w formie żywopłotów otaczających ogrody przydomowe i wybiegi dla zwierząt. Liście wykorzystuje się także do krycia dachów, a liście i kłącza dostarczają włókien służących do wyplatania mat. Salacca magnifica o okazałych i długi czas niepodzielonych blaszkach uprawiana jest w parkach jako roślina ozdobna. 
Nazwa naukowa rodzaju utworzona została od malajskiej nazwy tych palm – salak.

## Morfologia
PokrójPalmy kępiaste, o skróconych, niemal w całości podziemnych pędach, przesłoniętych dodatkowo trwałymi nasadami liści.
LiścieWyrastają z łodygi w liczbie 6–20. Są na ogół pierzastozłożone, ale u niektórych gatunków, zwłaszcza młode liście, bywają niepodzielone. U niektórych przedstawicieli listki na końcu liścia pozostają zrośnięte tworząc listek złożony, tzw. flabellum. Ogonek liściowy i pochwa liściowa są wydłużone i pokryte spłaszczonymi kolcami wyrastającymi w szeregach, czasem otaczających okółkowo ogonek lub pochwę liściową. Poszczególne listki są rombowate lub równowąskie, z pojedynczym kilem. U niektórych gatunków od spodu liście kontrastowo jaśniejsze, srebrzystoszare.
KwiatyCzęść gatunków jest monokarpiczna – na pędzie rozwijają się kwiatostany w kątach zredukowanych liści po czym pęd ten zamiera. U większości jednak kolejne kwiatostany rozwijają się regularnie i sukcesywnie. Palmy te są dwupienne – na różnych osobnikach rozwijają się tylko kwiaty męskie albo żeńskie. Kwiatostany w przeciwieństwie do liści pozbawione są kolców, za to pokryte są licznymi przysadkami. Rozgałęziają się jedno- lub dwukrotnie, u niektórych gatunków są kłosopodobne. Zwykle występują znaczące różnice między kwiatostanami męskimi i żeńskimi. Kwiatostany mogą być krótkie lub bardzo długie (u S. flabellata przewisające kwiatostany zakorzeniają się i mogą dać początek nowej roślinie). Kwiaty męskie wyrastają parami na krótkich, ale grubych odgałęzieniach kwiatostanu. W kwiatostanach żeńskich kwiaty wyrastają pojedynczo, parami lub gęsto skupione, kwiaty te zwykle są większe od męskich. Kwiaty męskie zawierają 6 pręcików o krótkich pylnikach.
OwoceJajowate, elipsoidalne lub gruszkowate pestkowce, z reguły trójnasienne. Egzokarp czerwonawobrązowy, pokryty łuskami o wywiniętych i kolczasto wydłużonych wyrostkach.

## Systematyka
Rodzaj klasyfikowany jest jako jeden z dwóch (obok podobnego rodzaju Eleiodoxa) do podplemienia Salaccinae z plemienia Calameae i podrodziny Calamoideae w obrębie arekowatych Arecaceae.
Wykaz gatunków
- Salacca acehensis Mogea & Zumaidar
- Salacca affinis Griff.
- Salacca bakeriana J.Dransf.
- Salacca clemensiana Becc.
- Salacca dolicholepis Burret
- Salacca dransfieldiana Mogea
- Salacca flabellata Furtado
- Salacca glabrescens Griff.
- Salacca graciliflora Mogea
- Salacca griffithii A.J.Hend.
- Salacca lophospatha J.Dransf. & Mogea
- Salacca magnifica Mogea
- Salacca minuta Mogea
- Salacca multiflora Mogea
- Salacca ramosiana Mogea
- Salacca rupicola J.Dransf.
- Salacca sarawakensis Mogea
- Salacca secunda Griff.
- Salacca stolonifera Hodel
- Salacca sumatrana Becc.
- Salacca vermicularis Becc.
- Salacca wallichiana Mart.
- Salacca zalacca (Gaertn.) Voss – salaka jadalna, oszplina jadalna[10]